# Yōkai

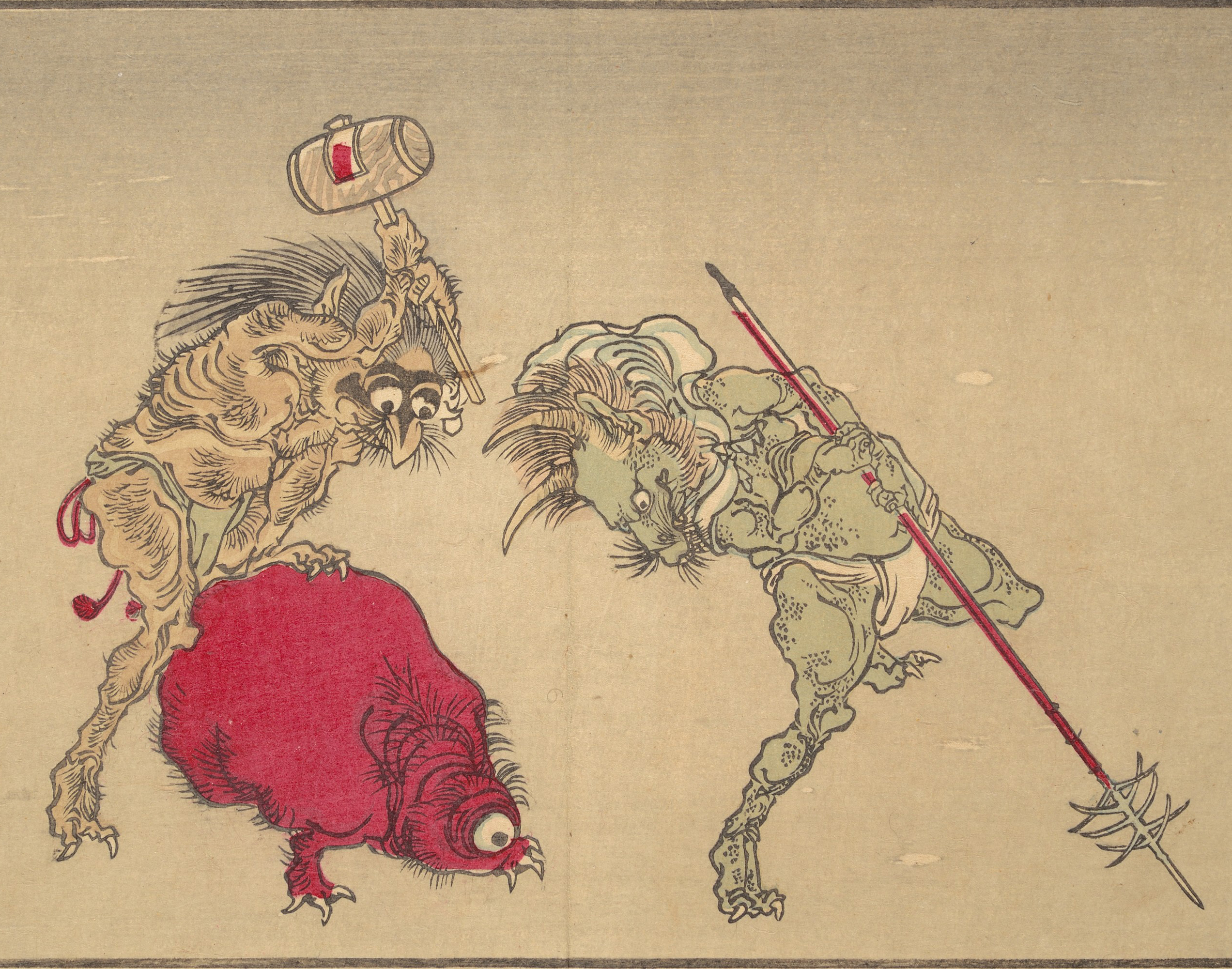
Pintura ukiyo-e de um yōkai, por Kawanabe Kyōsai

Yōkai (妖怪, lit. demônio, espírito, ou monstro), também escrito como youkai, é uma classe de criaturas sobrenaturais do folclore japonês, que inclui o oni (lit. “ogro”), a kitsune (lit. “raposa”) e a yuki-onna (lit. “mulher da neve”). Alguns são humanos com características de animais, ou o contrário, como o Kappa (lit. “criança do rio”) e o Tengu (lit. “cães sagrados”). Um yōkai geralmente tem algum tipo de poder sobrenatural ou espiritual, e assim encontros com humanos tendem a ser perigosos. Um yōkai que tem a habilidade de se transformar é chamado de obake. O termo yōkai é ambíguo, e pode ser usado para designar todo tipo de monstro e criatura sobrenatural.

## Tipos
O folclorista Tsutomu Ema estudou a literatura e pinturas retratando yokai e henge (変 化, ou "mutantes") e os dividiu em categorias, como apresentado no Nihon Yokai Henge Shi e no Obake no Rekishi .
- 5 categorias baseadas na "verdadeira forma" do yokai: humano, animal, planta, objeto ou fenômeno natural.
- 4 categorias dependendo da fonte de mutação: relacionada a este mundo, relacionada espiritual / mental, reencarnação / relacionado ao próximo mundo ou material relacionado.
- 7 categorias com base na aparência externa: humano, animal, vegetal, artefato, estrutura / construção, objeto ou fenômeno natural e miscelânea - bem como classificações compostas para o yokai que se enquadra em mais de uma categoria.

Na folclorística japonesa tradicional, os yokai são classificados (não muito diferente das ninfas da mitologia grega) por localização ou fenômeno associado à sua manifestação. Yokai são indexados no livro Sogo Nihon Minzoku Goi (A 日本 民俗 語彙, "Um Dicionário Completo do Folclore Japonês") [11] como segue:
- Yama no ke (montanhas), michi no ke (caminhos), ki no ke (árvores), mizu no ke (água), umi no ke (o mar), yuki no ke (neve), oto no ke (som), duosutsu no ke (animais reais ou imaginários)

## Han'yō
Han'yō (半妖, lit. yōkai mestiço) são seres híbridos, comumente retratados como filhos da relação entre yōkai e humanos, mantendo alguns poderes demoníacos, mas com um lado humano, ou de alguma outra espécie envolvida na história. Muito presente nas mitologias de vários mangás de sucesso, como InuYasha e Yu Yu Hakusho.

## Artes
Apesar de ser quase desconhecido no Brasil, Shigeru Mizuki foi o mangaka que popularizou estas criaturas através de seu grande sucesso GeGeGe no Kitarō em uma época na qual o cientificismo forte do pós-guerra japonês estava levando estas criaturas do imaginário popular a serem ignoradas como meras superstições. Além da importância cultural e sociológica do tema, os yōkai estimulam a criatividade dos artistas japoneses em todos os tempos.
Os yōkai estão presentes nas pinturas ukiyo-e Gazu Hyakki Yagyō ou Ezu Hyakki Yakō de Sekien Toriyama. Em romances como Kwaidan de Yakumo Koizumi — pseudônimo do pesquisador inglês, Lafcadio Hearn e Ubume no Natsu de Natsuhiko Kyōgoku.
Devido ao seu forte caráter fantástico, são frequentemente utilizados como personagens em mangás e animes japoneses como Ge Ge Ge no Kitarō de Shigeru Mizuki, Dororo de Osamu Tezuka, Ushio to Tora de Kazuhiro Fujita, InuYasha e Ningyo Series de Rumiko Takahashi, Yu Yu Hakusho de Yoshihiro Togashi, Natsume Yuujinchou de Yuki Midorikawa, Jigoku Sensei Nube de Takeshi Okano e Sho Makura, Mokke de Takatoshi Kumakura, ×××HOLiC de CLAMP, Tactics de Sakura Kinoshita e Kazuko Higashiyama, Nurarihyon no Mago de Hiroshi Shiibashi, além de muitos outros. Também, em séries live-action como Kamen Rider Hibiki, filmes como Sakuya Yōkai-den (2000) e Kwaidan (1965), e jogos, como a popular série Touhou Project, Kamisama Hajimemashita e Yo-Kai Watch. Um programa infantil que aborda a temática youkai é Escola dos Monstros (Bakeruno Shōgakkō Hyūdoro-gumi) , exibido no Japão de 2003 e 2006 e no Brasil em 2006.